# Niketas (Bogumilenbischof)
Von Niketas, einem „Bischof“ oder „Papst“ der Bogumilen sind keine Lebensdaten bekannt; vielleicht war er der Bischof der Sekte in Konstantinopel. Um das Jahr 1160 erscheint er in der Lombardei um das consolamentum, das einzige Sakrament der Katharer, zu spenden oder zu erneuern und um den dualistischen Glauben zu stärken. Soweit man weiß, gehörte Niketas einer strengen Glaubensrichtung innerhalb der Bogumilen, den sogenannten Dragoviten, an, die sich auf ihren Gründer Simon von Dragovitien beriefen. Der Führer der lombardischen „Ketzer“, ein gewisser Markus, war hingegen ein eher gemäßigter Dualist.

## Konzil von Saint-Félix-de-Caraman
Im Jahre 1167 (oder 1170?) erscheint Niketas (im Konzilsbericht Niquinta genannt) auf einem Katharerkonzil (andere gebrauchen den Begriff „Synode“) in Saint-Félix-de-Caraman, bei dem möglicherweise über hundert Teilnehmer anwesend waren; darunter befanden sich:
- Robert d'Épernon, „Bischof“ der Franzosen, d. h. Nordfrankreichs
- Markus, „Bischof“ der Lombardei, d. h. Italiens
- Sicard Cellarier, „Bischof“ von Albi
- Bernard Raimond, „Bischof“ von Toulouse
- Guiraud Mercier, „Bischof“ von Carcassonne
- Raimond de Casals, „Bischof“ von Agen

Von den Ergebnissen des Konzils weiß man wiederum wenig, außer dass eine gewisse Unabhängigkeit und Eigenständigkeit der 'Katharerbistümer' anerkannt wurde. Darüber hinaus wurden Schiedsrichter benannt, die die Einflussbereiche der verschiedenen „Katharer-Bistümer“ im Süden Frankreichs festlegen und überwachen sollten.
Einige Jahre später (um 1180) erschien ein gewisser Petracius in Italien und ließ Zweifel am moralischen Verhalten Simons von Dragovitien und damit an der Rechtmäßigkeit oder der Wirksamkeit der von Niketas gespendeten bzw. erneuerten consolamenta aufkommen. Für die Ketzerbewegung Italiens bedeutete dies eine tiefgreifende Spaltung.